# Monte San Primo
Il Monte San Primo è una montagna lombarda situata nelle Prealpi Comasche, che si sviluppa sino a un'altezza di 1.682 m s.l.m. Tale rilievo della provincia di Como è la cima più elevata del triangolo lariano e sovrasta le rive del Lago di Como e Bellagio.

## Geografia
Monte San Primo è una montagna che, con i suoi 1682 m s.l.m., si colloca tra i due rami del Lago di Como. A livello amministrativo appartiene al comune di Bellagio, in provincia di Como, vicino ai comuni di Civenna, Lezzeno, Sormano, Veleso e Zelbio. Sul San Primo nasce il torrente Perlo, mentre dal gruppo montuoso del San Primo, nei pressi di Piano Rancio a circa 944 m s.l.m., nasce il fiume Lambro.  La sua prominenza topografica è di 1407 metri.

## Natura

### Flora
Mentre presso la cima del monte sono presenti varie distese erbose - gli alberi sono da sempre stati tagliati per ricavarne legna -, nel resto della montagna predominano rigogliosi boschi verdi ricchi di betulle, noccioli, faggi. Numerosi i fiori, molti dei quali di montagna; vi sono tante specie protette come le orchidee e le genziane.

### Fauna
Viste le caratteristiche ambientali particolarmente favorevoli e poco urbanizzate, dal punto di vista faunistico a Monte San Primo - come nel resto della zona circostante - è possibile trovare numerosi cinghiali, vipere, ricci, volpi, lepri, caprioli, falchi, poiane e altri rapaci.

### Panorama dalla vetta
Nonostante non sia tra le cime più alte delle Alpi, domina un panorama spettacolare. Infatti, vista la sua particolare collocazione geografica e la sua altitudine - è pur sempre la cima più elevata presente in quella zona - Monte San Primo offre una vista molto bella sul Lago di Como, sulle Alpi, sulle Prealpi Comasche e, nelle giornate estremamente limpide, su una parte degli Appennini settentrionali. Proprio per questo, è considerata la montagna più panoramica di tutto il territorio fra Como e Lecco.

## Itinerari di salita
È una vetta molto frequentata da escursionisti e famiglie in virtù di un percorso semplice e senza pericoli e di un panorama spettacolare che permette di ammirare entrambi i rami del lago di Como. La via più breve per salire in cima parte da Piano Rancio e presenta 5 km di lunghezza e 700 metri di dislivello. L'escursione più frequentata è invece quella che parte dalla Colma di Sormano e permette di raggiungere la vetta dopo 8 km e 550 metri di dislivello. La salita da Piano Rancio è anche un itinerario invernale o primaverile di sci alpinismo.

## Storia

I soccorsi a Monte San Primo dopo la valanga del 14 marzo 1946.

Il territorio di questa montagna ha da sempre ospitato, sin dall'antichità, vari insediamenti umani.
Per diversi secoli, fino agli anni quaranta del novecento, le principali attività che sono state rappresentative di un'economia tradizionale di montagna sono state: l’allevamento del bestiame, la produzione dei derivati del latte, il taglio della legna, il taglio del fieno.
In particolar modo, il taglio della legna è stato molto intensivo sia nel Medioevo sia nei secoli XVIII e XIX e ciò ha determinato l'assenza di vegetazione presso la cima.
Il 14 marzo 1946 la montagna fu teatro della tragedia della Valanga di Monte San Primo dove morirono undici persone.
Nella seconda metà del novecento, tuttavia, con alcuni cambiamenti socio-economici, ascrivibili in parte all'urbanesimo, si è assistito a un progressivo abbandono dell'allevamento e degli alpeggi e ciò sta determinando, nel tempo, un progressivo rimboschimento della vetta.

## Sport

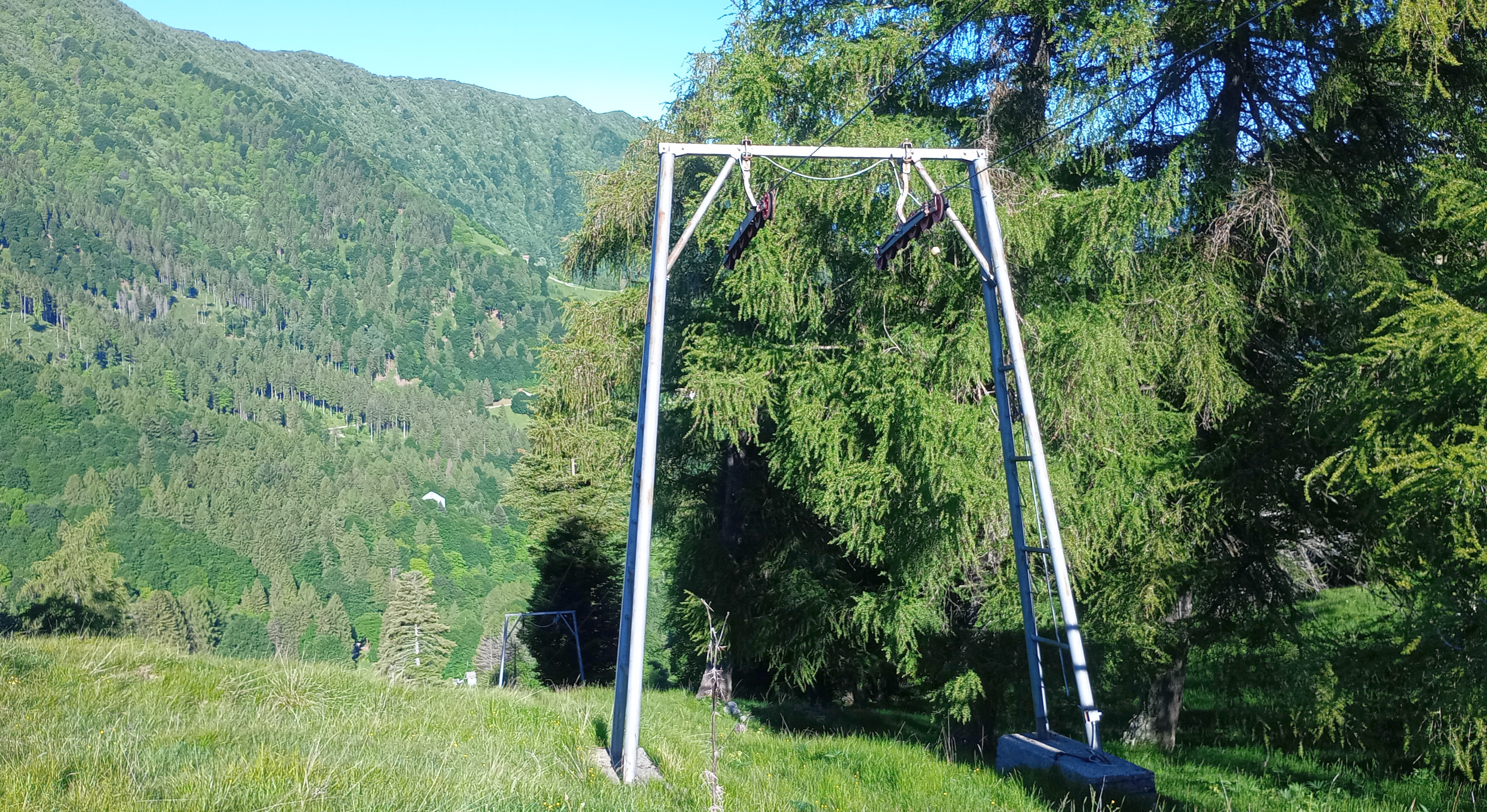
Lo skilift "Forcella" nel 2025

Nella località di "Parco Monte San Primo", posta al di sotto della vetta di Monte San Primo, era possibile praticare sci alpino presso la piccola stazione sciistica nata nel 1957. Ben presto i 12 km delle piste - servite da tre skilift denominati Baby Pianone, Terrabiotta e Forcella - vennero apprezzati dai turisti provenienti dalle vicine zone della Brianza, di Como, Milano e Lecco.
Negli anni novanta s'iniziò una causa giudiziaria tra i gestori degli impianti e la comunità montana, per definire chi fosse il proprietario dei terreni su cui sorgevano gli skilift. Nel 1998 i gestori della stazione si accingevano ad iniziare i lavori per il rinnovo dello skilift Terrabiotta. Questi vennero però bloccati dalla comunità montana. Il comprensorio sciistico perse, così, le sue piste più apprezzate.
Al termine dell'inverno 2005-2006, l'inasprirsi del contenzioso tra i gestori e la Comunità Montana Triangolo Lariano determinò la chiusura a tempo indeterminato anche degli skilift Forcella e Baby.

Dopo alcuni anni di abbandono, nel 2010 si giunge finalmente alla risoluzione del contenzioso, con la Comunità Montana che diviene proprietaria della stazione sciistica, manifestando l'intenzione di riaprirla, entro breve. Nell'autunno 2011 la gestione degli impianti viene affidata alla società "San Primo srl", costituita da una cordata di imprenditori locali intenzionati a rilanciare la località. Dopo un inizio di inverno molto secco, con l'arrivo della neve, il 4 febbraio 2012, le sciovie Forcella e Baby Pianone tornano finalmente in funzione.

### Impianti di risalita attualmente in esercizio
Dai primi anni 2020, gli impianti, un tempo attivi, sono completamente chiusi, sia in estate che in inverno.

### Parco Avventura
Nel 2004 è stato costruito il parco avventura più grande della Lombardia, Jungle Raider Park Civenna.

## Galleria di immagini

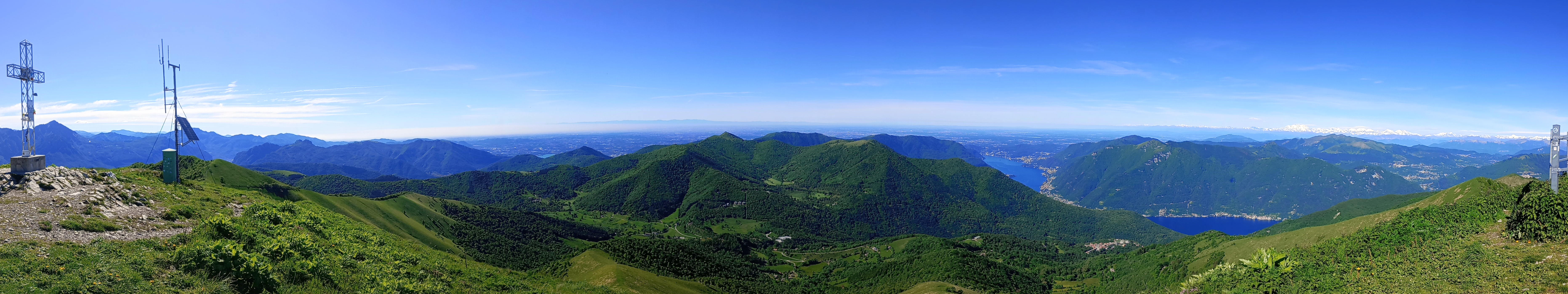
Vista verso sud
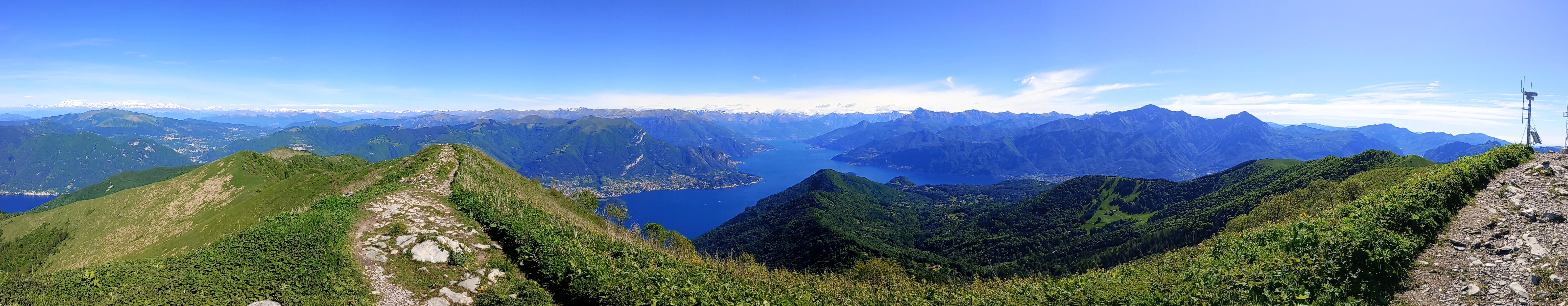
Vista verso nord